# Stirtoniella

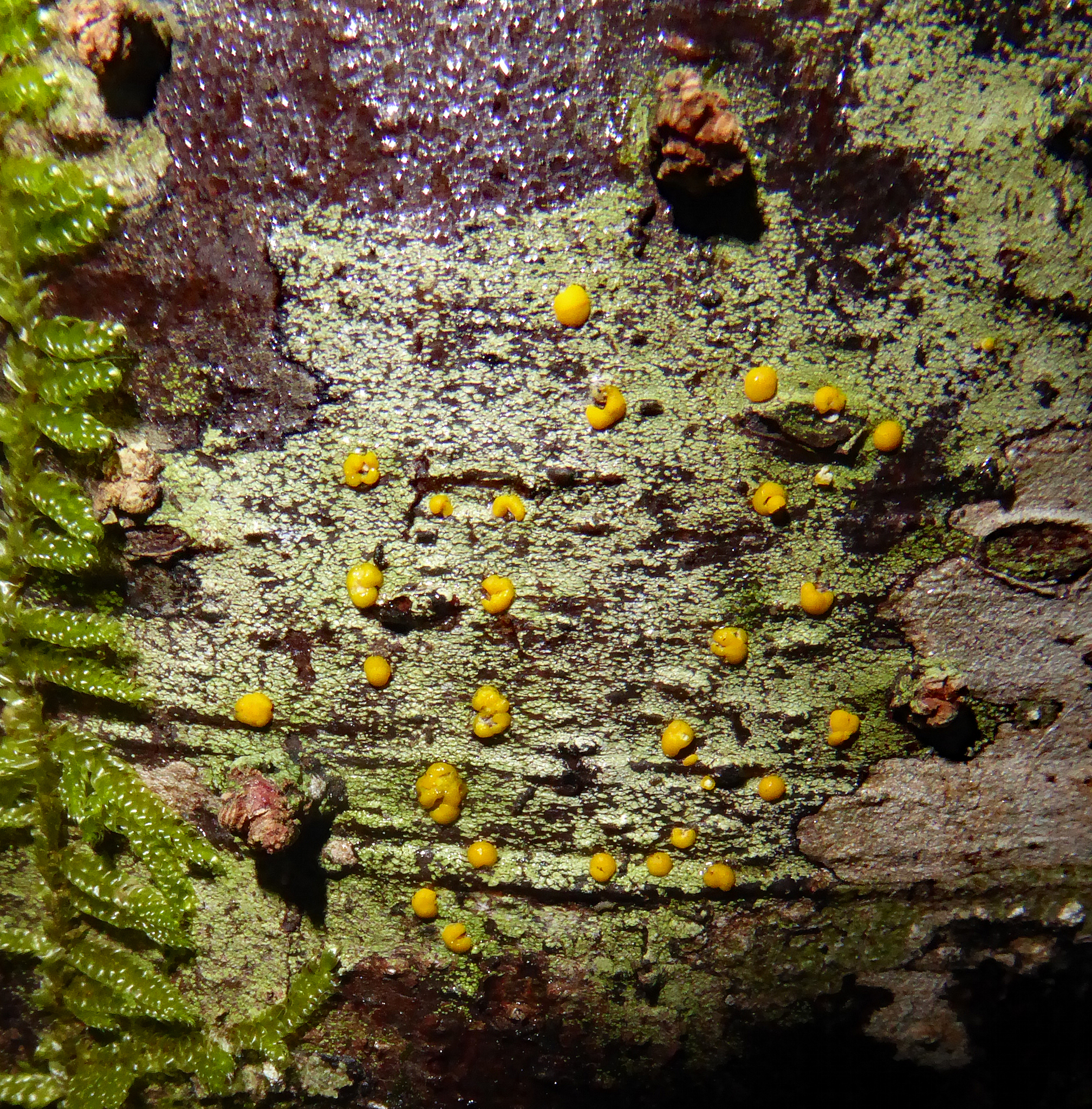

Stirtoniella is een monotypisch geslacht van korstmossen behorend tot de familie Ramalinaceae. Het bevat alleen de soort Stirtoniella kelica.